# Estella Karamanidou
Estella Karamanidou (14 febbraio 2008) è una nuotatrice artistica greca.

## Biografia
Ha esordito nella Coppa del Mondo di nuoto artistico il 1º marzo 2025 a Parigi, vincendo all'esordio la medaglia di bronzo nel duo libero.
Viene selezionata della squadra greca per i campionati mondiali giovanili di nuoto artistico 2023, vincendo l'oro nel duo programma libero e l'argento nella gara a squadre combinato.

## Palmarès
- Mondiali giovanili

Atene 2023: oro nel duo libero e argento nel team combinato

### Coppa del Mondo
- 1 podio:
  - 1 terzo posto (1 nel duo)